# Шестицилиндровый двигатель

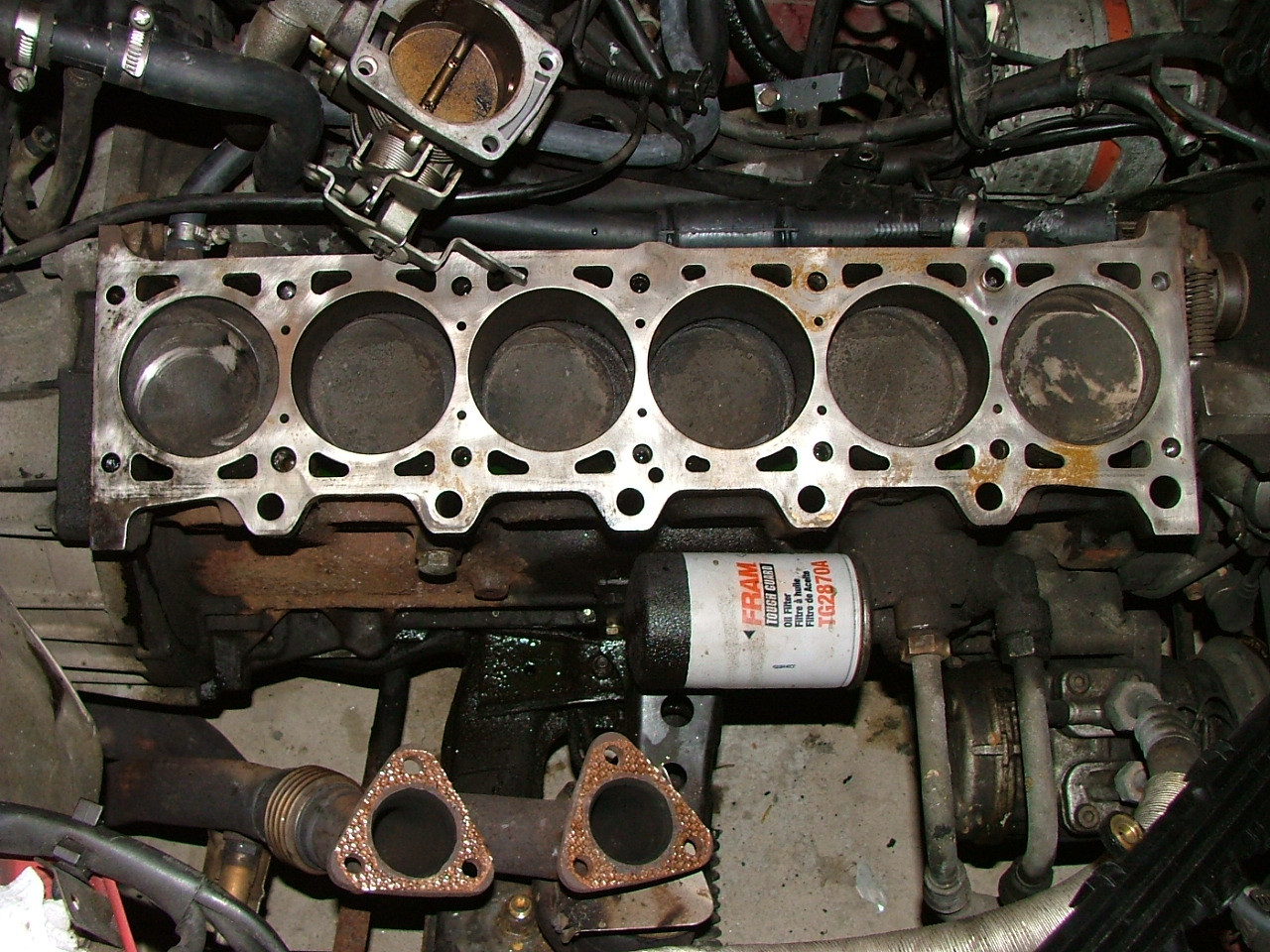
Рядный шестицилиндровый двигатель автомобиля BMW (M20B25) со снятой головкой

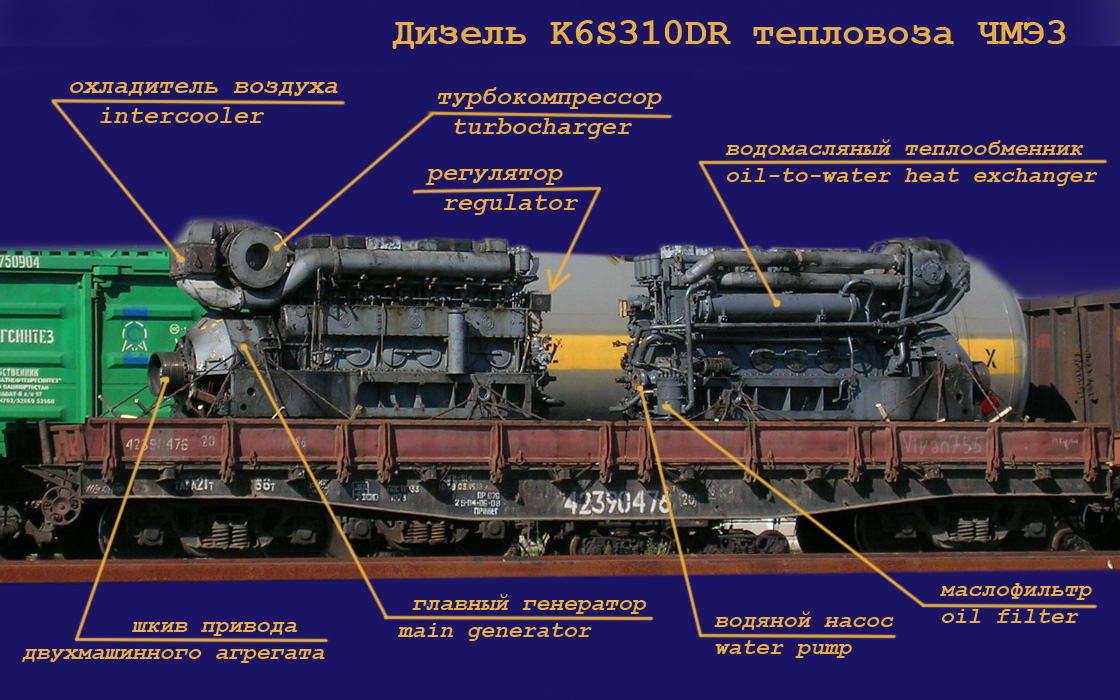
L6 турбодизель K6S310DR тепловоза ЧМЭ3, рабочий объём 163 л

Шестицили́ндровый дви́гатель — поршневой двигатель внутреннего сгорания с шестью цилиндрами.

## Рядный шестицилиндровый двигатель
Рядный шестицилиндровый двигатель — конфигурация двигателя внутреннего сгорания с рядным расположением шести цилиндров, порядок работы цилиндров 1-5-3-6-2-4, и поршнями, вращающими один общий коленчатый вал. Часто обозначается R6 (от немецкого «Reihe» — ряд), I6 или L6 («Straight-6», «In-Line-Six»). Плоскость, в которой находятся цилиндры, может быть строго вертикальной или находиться под определённым углом к вертикали. Во втором случае двигатель иногда называют Slant-6 (/6).
В теории I6 в четырёхтактном варианте является полностью сбалансированной конфигурацией относительно сил инерции разных порядков поршней и верхних частей шатунов (силы инерции 1-го порядка разных цилиндров взаимно компенсируют друг друга так же, как и у рядного четырёхцилиндрового двигателя, но, в отличие от последнего, силы инерции 2-го порядка также взаимно компенсируются), сочетая сравнительно невысокую сложность и стоимость изготовления с хорошей плавностью работы. Такую же сбалансированность демонстрирует и V12, работающий как два шестицилиндровых двигателя с общим коленчатым валом.
Однако на малых (холостых) оборотах коленчатого вала возможна некоторая вибрация, вызванная пульсацией крутящего момента. Рядный восьмицилиндровый двигатель, помимо полной сбалансированности, демонстрирует лучшую равномерность крутящего момента, чем рядный шестицилиндровый, но в наше время применяется очень редко из-за целого ряда иных недостатков.
Двигатели конфигурации I6 широко использовались и продолжают использоваться в настоящее время на автомобилях, автобусах, тракторах, речных судах. На легковых автомобилях в последние десятилетия, в связи с повсеместным распространением переднего привода с поперечным расположением силового агрегата, и вообще компоновочных схем с более «плотной» организацией подкапотного пространства, более популярны оказались V-образные шестицилиндровые двигатели как более компактные и короткие, хоть и более дорогие, менее технологичные и сбалансированные. Вместе с тем, отдельные производители не спешат отказываться от рядных шестицилиндровых моторов. Яркий пример — BMW. Более того, современные[когда?] технологии позволяют создать достаточно компактный рядный шестицилиндровый двигатель даже для поперечной установки, правда, на достаточно крупном автомобиле — примером такого силового агрегата служит Volvo S80 с передним приводом и поперечно установленной 2.9 литровой рядной «шестёркой». На соплатформенном Volvo XC90 такой двигатель сопрягается с муфтой, что обеспечивает кроссоверу с поперечным рядным шестицилиндровый двигателем возможность подключения полного привода.
Максимальный рабочий объём рядных шестицилиндровых двигателей практически не ограничен и на судовых дизелях может достигать 1820 дм³ на один цилиндр.

## V-образный шестицилиндровый двигатель

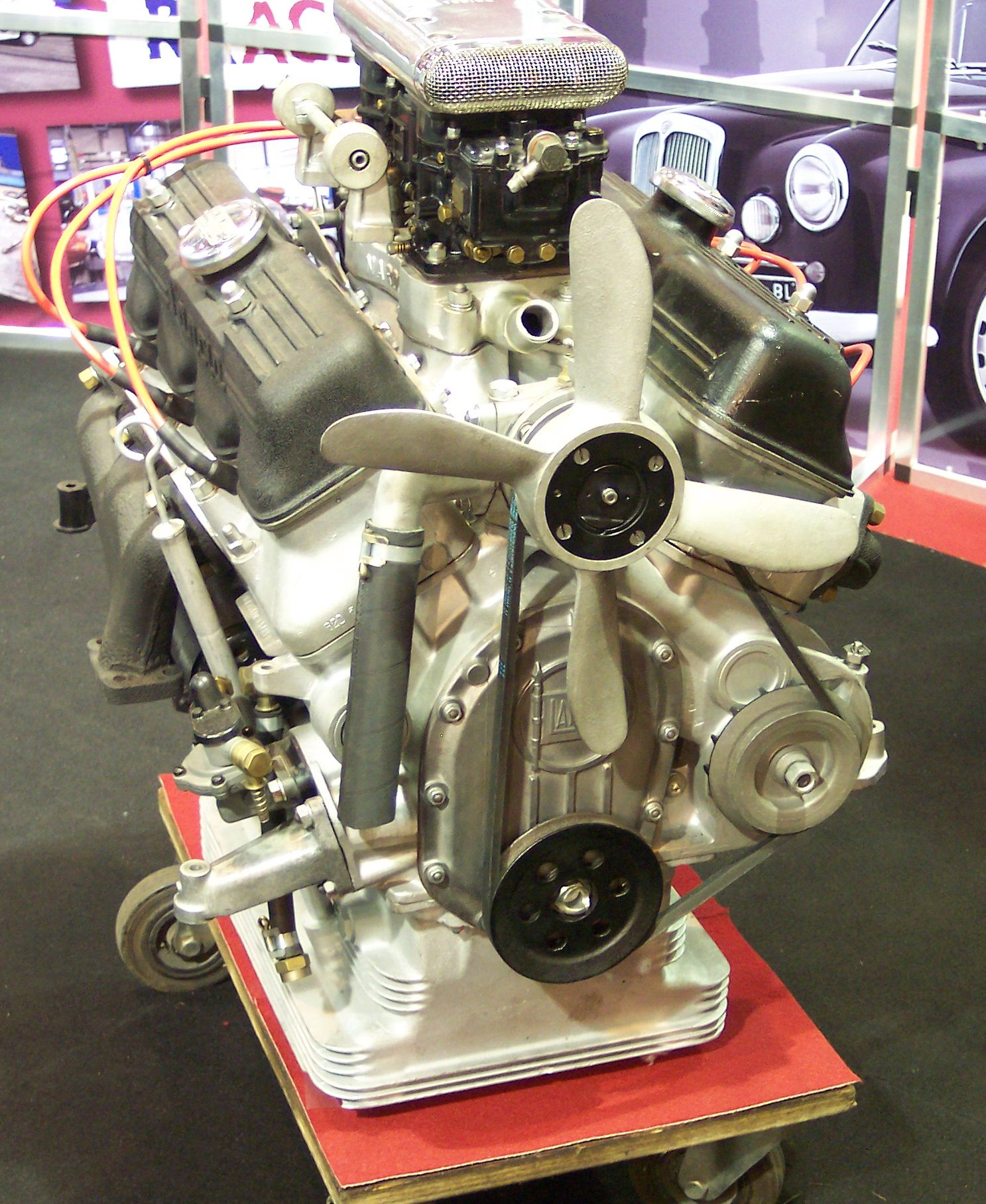
V6 фирмы Lancia, первый серийный двигатель такой конфигурации.

V-образный шестицилиндровый двигатель — двигатель внутреннего сгорания с V-образным расположением шести цилиндров двумя рядами по три, и поршнями, вращающими один общий коленчатый вал. Часто обозначается V6 (англ. «Vee-Six», «Ви-Сикс»).
Это второй по популярности в наши дни автомобильный двигатель после рядного четырёхцилиндрового двигателя.
Первый серийный V6 появился в 1950 году на итальянской модели Lancia Aurelia.

### Технические особенности
V6 — несбалансированный двигатель; он работает как два рядных трёхцилиндровых двигателя, и без дополнительных мер может иметь весьма большой уровень вибраций. В двигателях V6 используется дисбаланс коленвала, создаваемый противовесами (иногда дополнительно применяют маховик и шкив с дисбалансом), уравновешивающий момент от сил инерции 1-го порядка поршней и верхних частей шатунов. Кроме того, иногда (при некоторых углах развала цилиндров) для этого дополнительно используют балансировочный вал, вращающийся со скоростью коленвала, но в противоположную сторону. Это позволяет приблизить их по плавности работы и уровню вибраций к рядному шестицилиндровому двигателю. Момент инерции 2-го порядка, как правило оставляют свободным, так как он имеет небольшую величину и может быть поглощён опорами двигателя.
Как правило, угол развала цилиндров составляет 60, 90 или 120 градусов. Но встречаются и иные варианты, например 54°, 45°, 65°, 75° или 15° (VR6).
Угол развала 90° обычно встречается на двигателях, унифицированных с двигателями конфигурации V8, для которых такой угол развала является основным. В первых двигателях такой конфигурации, по причине того, что технологии тогда не позволяли сделать достаточно прочный коленвал с совмещёнными шатунными шейками, а делать полноопорный коленвал с отдельными шейками для каждого шатуна невыгодно, так как по длине двигатель становится сравнимым с исходным V8 (кроме того, это усложняет двигатель), на каждой шатунной шейке располагались (так же, как и в исходном V8) по два шатуна от противоположных цилиндров (схема с 3 кривошипами, пример — Buick Special, а также советский двигатель ЯМЗ-236). Такая конструкция при угле развала 90° позволяет уравновесить момент инерции 1-го порядка без применения балансировочных валов, однако равномерных интервалов поджига смеси она не обеспечивает (рабочие ходы в цилиндрах следуют не равномерно, а через 90 и 150° по углу поворота коленчатого вала, порядок работы цилиндров при этом 1-4-2-5-3-6). Следствием этого является заметная вибрация работающего двигателя, особенно при работе на малых оборотах коленчатого вала, а также грубый и неприятный на слух звук выхлопа, а по плавности хода двигатель больше напоминает трёхцилиндровый. Чтобы уменьшить вибрации и улучшить плавность хода, применяют маховик увеличенной массы. В более современных[когда?] двигателях V6 с углом развала 90° используется усложнённый коленвал со смещёнными шатунными шейками (6 кривошипов), обеспечивающий равномерные интервалы поджига смеси, а момент инерции 1-го порядка уравновешивается при применении балансировочного вала (без него он уравновешивается не полностью, что потребует усовершенствованной подвески двигателя и часто неприемлемо для современного[когда?] легкового автомобиля из-за повышенной вибрации). Однако на болидах формулы-1 (регламент 2014) года используется именно простой коленвал с тремя кривошипами, не обеспечивающий равномерных интервалов поджига, но обладающий большей прочностью и не требующий уравновешивания момента 1-го порядка.
120-градусный развал позволяет получить широкий, но низкий силовой агрегат, что лучше подходит для низких, например, спортивных машин. В нём так же на каждой шатунной шейке располагаются по два шатуна (число шатунных шеек — 3), но за счёт угла развала цилиндров 120° обеспечиваются равномерные интервалы поджига смеси. Такая конфигурация имеет довольно большой момент 1-го порядка, который можно скомпенсировать только при применении балансировочного вала. При всех остальных углах развала (отличных от 120°), чтобы обеспечить равномерные интервалы поджига смеси (через каждые 120° по углу поворота коленвала) и тем самым уменьшить вибрацию двигателя, а также обеспечить плавный ход, каждый шатун располагают на отдельной шатунной шейке коленвала, либо применяют усложнённый коленвал со смещёнными шатунными шейками (это уменьшает длину двигателя, а также упрощает его, но требует усовершенствованния технологии изготовления коленвала).
60-градусный развал позволяет скомпенсировать момент 1-го порядка без применения балансировочных валов. По этой причине, а также благодаря компактности, этот угол развала считается «родным» для V-образных шестёрок. Иногда по каким-либо причинам применяют близкие углы развала, например 54° или 65° при незначительном увеличении вибраций, которые растут по мере отклонения от угла 60°.
Угол развала 15° позволяет сделать одну общую головку для всех цилиндров, а также позволяет использовать порядок зажигания такой же, как у рядного шестицилиндрового двигателя и обладает удовлетворительной сбалансированностью без применения балансировочных валов, что вместе с усовершенствованной подвеской двигателя решает проблему вибраций.
Именно трудности балансировки и являлись основной причиной, сдерживавшей распространение серийных двигателей этого типа. До 1950-х годов такие двигатели создавались, но либо для стационарных установок (например бензогенераторов), либо как опытные образцы.
Одной из первых компанией, начавшей серийное производство автомобилей с двигателем V6 была Lancia, в 1950 году выпустившая легендарную Lancia Aurelia с двигателем Lancia V6. Двигатель Lancia V6 имел 60-и градусный развал, несколько модификаций и продержался на конвейере до 1970 года.
В 1959 году в США фирма GM начала производство пятилитрового V6, которым оснащались пикапы и субурбаны (гибрид универсала и микроавтобуса на шасси пикапа).
В 1962 году в США пошёл в производство «компакт» Buick Special с 90-градусным V6, разработанным на основе небольшой V-образной «восьмёрки», но он отличался высоким уровнем вибраций и вскоре был снят с производства.
Одним из первых полностью перешёл на V-образные шестицилиндровые моторы (двух семейств — Cologne и Essex, в зависимости от места разработки — ФРГ или Великобритании) европейский филиал «Форда»: с 1965…66 годов они постепенно вытеснили ранее использовавшиеся на наиболее крупных европейских моделях этой марки рядные шестёрки (первоначально европейский «Форд» также повсеместно заменил на своих автомобилях рядные четвёрки на моторы конфигурации V4, принадлежавшие к тем же семействам, что и V6, но впоследствии отказался от них — в то время, как V6 упомянутых выше семейств дожили до 2000-х годов). При этом американский «Форд» оставался крайне консервативен в выборе типов силовых агрегатов, начав выпуск собственных V6 (на основе разработок британского филиала) лишь в начале 1980-х годов (на пике бензинового кризиса рубежа 1970-х — 1980-х годов).
Первый серийный японский V6 появился только в 1983 году у фирмы Nissan — серия Nissan VG, затем более продвинутым японским V6 стал мотор серии 6G от Mitsubishi, появившийся в 1986 году, примечатлен он тем, что устанавливался он на самый дорогой спорткар этой компании Mitsubishi 3000GT и в турбоверсии выдавал аж 320 лошадиных сил, нося индекс 6G72TT.

### Использование в автомобилях
V6 — один из самых компактных двигателей, он обычно короче, чем I4, и в большинстве исполнений у́же и короче, чем V8.
В современных[когда?] переднеприводных автомобилях с поперечным расположением двигателя по компоновочным соображениям как правило невозможна установка рядных шестицилиндровых двигателей, что, при повышенных требованиях к мощности в наши дни, обуславливает популярность V-образных шестицилиндровых моторов на автомобилях более высоких классов, несмотря на малую сбалансированность и сложность в производстве в сравнении с I6. Унификация двигателей различных автомобилей приводит к тому, что V6 устанавливают и в машинах с продольным расположением двигателя, в которых, в принципе, нет строгой компоновочной необходимости его применения, — хотя оно и даёт ряд преимуществ. Вместе с тем, на автомобилях того же класса с задним приводом, вроде 5-й серии BMW, всё ещё довольно широко распространены и рядные «шестёрки».
Из советских двигателей серийными V6 были только дизели большого рабочего объёма для грузовиков, и спецтехники: ЯМЗ-236 и СМД-60. Трёхлитровый V6 моделей ГАЗ-24-14 и ГАЗ-24-18 планировался в качестве базового двигателя легкового автомобиля «Волга» ГАЗ-24, но впоследствии в силу целого ряда причин был заменён на рядный четырёхцилиндровый. Однако, была выпущена опытно-промышленная партия этих двигателей, которые использовались на ряде спортивных автомобилей, в частности, на одном из серии «Эстония».

## Шестицилиндровый двигатель VR
Другим направлением развития является VR-технология, которая зародилась в 1920-е годы, когда компания Lancia выпустила семейство V-образных моторов с очень маленьким углом развала цилиндров (всего 10—20°). «VR» представляет собой аббревиатуру двух немецких слов, обозначающих V-образный и R-рядный, т. е. «v-образно-рядный».
Двигатель представляет собой симбиоз V-образного двигателя с минимально малым углом развала 15° и рядного двигателя, в котором шесть цилиндров расположены V-образно под углом 15°, в отличие от традиционных V-образных двигателей, имеющих угол 60° или 90°. Поршни в блоке размещаются в шахматном порядке.
Двигатель никак не наследует сбалансированность R6, но имеет лучшую компактность в сравнении с V6 и R6. Совокупность достоинств обоих типов двигателей привела к тому, что двигатель VR6 стал настолько компактным, что позволил накрыть оба ряда цилиндров одной общей головкой, в отличие от обычного V6. В результате двигатель VR6 получился значительно меньшим по длине, чем R6, и по ширине, чем обычный V6.
Рабочий объём варьируется как правило от 2,0 до 5,0 л. Использование конфигурации в двигателях объёмом меньше 2,0 л мало оправдано из-за относительно высокой стоимости изготовления (по сравнению с четырёхцилиндровыми двигателями) и большой (в сравнении с ними же) длины. Однако, подобные случаи имели место, например, мотоцикл Benelli 750 Sei имел двигатель I6 с рабочим объёмом всего 0,75 л.
В настоящее время технология возрождена концерном Volkswagen, который выпустил шестицилиндровые двигатели компоновки VR6.
Ставился с 1991 года (1992 модельный) на автомобили Volkswagen Passat, Golf, Corrado, Sharan. Имеет заводские индексы «AAA» объёмом 2,8 литра, мощностью 174 л/с и «ABV» объёмом 2,9 литра и мощностью 192 л/с.

## Оппозитныйшестицилиндровый двигатель
Имеет два ряда по три цилиндра, которые расположены под углом 180°, причём противостоящие поршни двигаются зеркально (одновременно достигают верхней мёртвой точки). Такой двигатель хорошо уравновешен и имеет малую высоту и низкий центр тяжести, но при этом он довольно широкий. Используется на некоторых автомобилях («Порше», «Субару») и мотоциклах («Хонда Голд Винг»).